# Maurice Schilles
Maurice Schilles (Puteaux, 25 de febrer de 1888 - Suresnes, 22 de desembre de 1950) va ser un ciclista francès, que va córrer durant el primer quart del segle XX.
Especialitzat en proves de pista, va prendre part en els Jocs Olímpics d'Estiu de Londres de 1908, en què guanyà la medalla d'or en la prova de tàndem, junt a André Auffray, i la de plata en la de 5000 metres. En aquests mateixos jocs va prendre part en altres proves. En la d'esprint, com la resta de ciclistes, va sobrepassar el temps màxim establert i, per tant, quedà eliminat. En la de 660 iardes també fou eliminat en la primera ronda, de la mateixa manera com en la de persecució per equips.
Schilles era mecànic i construïa bicicletes lleugeres. Va començar a córrer l'any 1905, sobretot a l'esprint, i el 1907 va guanyar el seu primer campionat de París. El 1909 va guanyar una medalla de bronze al Campionat del Món en pista. Va córrer professionalment entre 1919 i 1928 i va guanyar el títol nacional d'esprint el 1923, així com dues medalles als campionats mundials de 1924 i 1925. A més del ciclisme, va competir a nivell nacional en natació, boxa i cros.

## Palmarès
- 1908
  - 1r en la prova de tàndem dels Jocs Olímpics
  - 2n en la prova dels 5000 metres dels Jocs Olímpics
- 1909
  - 1r al Gran Premi de París, amateur
- 1923
  -  Campió de França d'esprint
- 1924
  - 1r al Gran Premi d'Angers, esprint
  - 1r al Gran Premi de París, esprint
- 1925
  - 1r al Gran Premi de París, esprint